# Trivimi Velliste

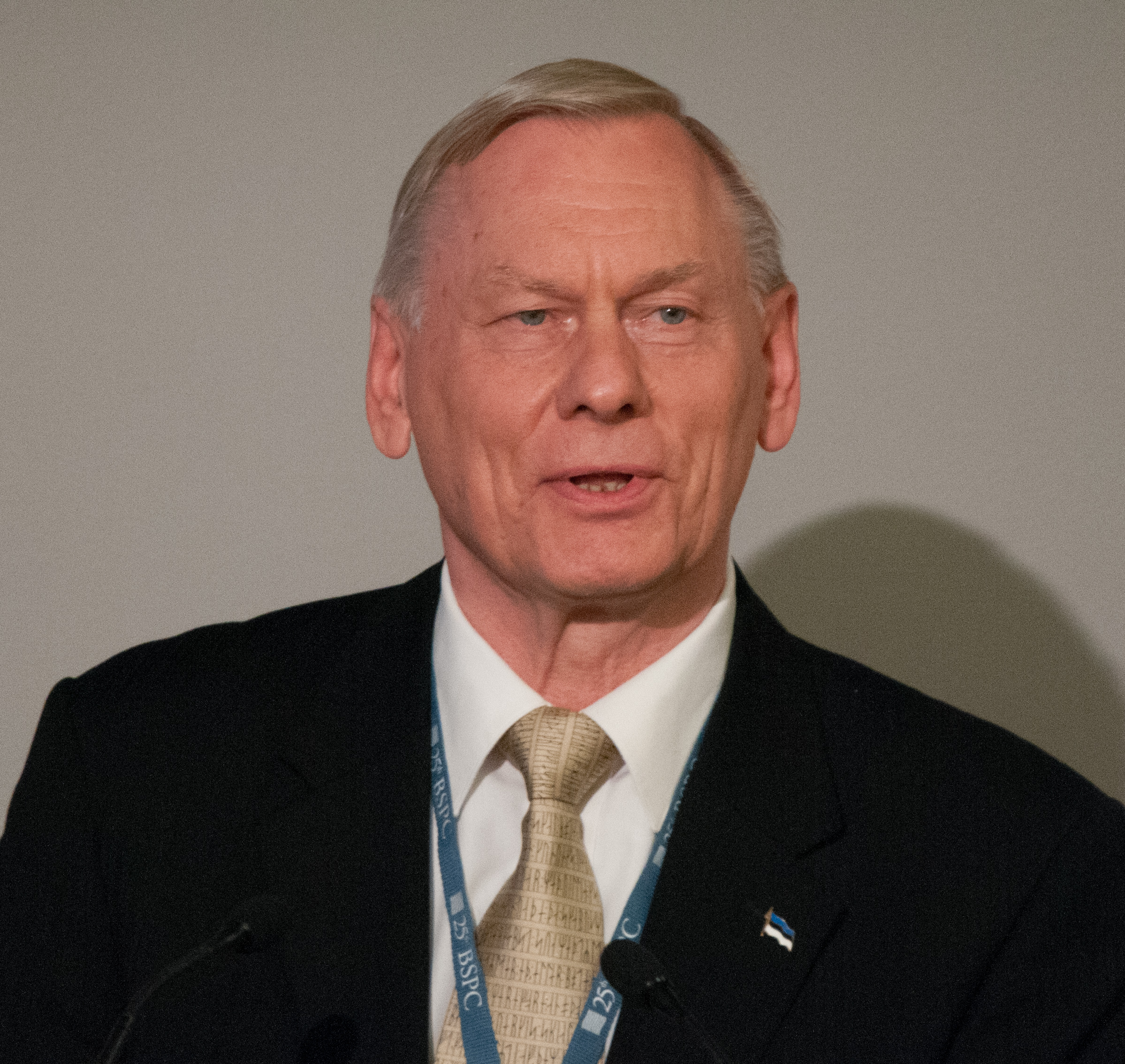
Trivimi Velliste (2016)

Trivimi Velliste (* 4. Mai 1947 in Tartu) ist ein estnischer Politiker. Er war von 1992 bis 1994 Außenminister der Republik Estland. Velliste gehört der rechtskonservativen Vaterlandsunion (Isamaaliit) an.
Nach dem Abitur 1965 in Tartu schloss Trivimi Velliste 1970 sein Studium der Germanischen und Romanischen Philologie an der Universität Tartu ab. Er war danach als Journalist tätig.
Velliste war zu sowjetischer Zeit einer der Vordenker zur Wiedererlangung der estnischen Unabhängigkeit. Er gründete 1987 die Gesellschaft zum Schutz estnischer Denkmäler und sprach sich in der Öffentlichkeit für Menschenrechte und nationale Selbstbestimmung aus. 1988 wurde ihm der Thorolf-Rafto-Gedenkpreis verliehen.
Nach Wiedererlangung der estnischen Unabhängigkeit war Velliste Nachfolger von Jaan Manitski als estnischer Außenminister und 1994 bis 1998 estnischer Botschafter bei den Vereinten Nationen. Er war langjähriges Mitglied des estnischen Parlaments.
Velliste ist Vorsitzender des Pro Patria Instituts. Er ist verheiratet und hat drei Kinder.